# هيو ليندسي
هيو ليندسي (بالإنجليزية: Hugh Lindsay)‏ (23 أغسطس 1938 في المملكة المتحدة - ) هو لاعب كرة قدم بريطاني في مركز الهجوم، شارك في الألعاب الأولمبية الصيفية 1960. وشارك مع منتخب المملكة المتحدة الوطني لكرة القدم. أما مع النوادي، فقد لعب مع نادي ساوثهامبتون ومنتخب إنجلترا الوطني لكرة القدم للهواة ‏ ونادي كينغستونيان وهامبتون أند ريتشموند بورو ونادي ويلدستون لكرة القدم.

## وصلات خارجية
- هيو ليندسي على موقع الاتحاد الدولي (مؤرشف)  (الإنجليزية)
- هيو ليندسي على موقع أوليمبيديا (الإنجليزية)